# Легка атлетика на Африканських іграх 2024
Змагання з легкої атлетики на Африканських іграх 2024 були проведені 18-22 березня в Аккрі на стадіоні Університета Гани.

## Призери

### Чоловіки
| Дисципліни                | Золото                                                                                          | Золото        | Срібло                                                                                     | Срібло   | Бронза | Бронза   |
| ------------------------- | ----------------------------------------------------------------------------------------------- | ------------- | ------------------------------------------------------------------------------------------ | -------- | --- | -------- |
| 100 метрів                | Еммануель Есеме Камерун                                                                         | 10,14         | Ушеоріце Іцекірі Нігерія                                                                   | 10,23    | Гілберт Гайнука Намібія                                                                                      | 10,29    |
| 200 метрів                | Джозеф Амоа Гана                                                                                | 20,70         | Клод Ітунг Бонгонь Камерун                                                                 | 20,74    | Консідер Еканем Нігерія                                                                                      | 20,80    |
| 400 метрів                | Чиді Окезі Нігерія                                                                              | 45,06         | Музала Самуконга Замбія                                                                    | 45,37    | Шейх Тідіан Діуф Сенегал                                                                                     | 45,49    |
| 800 метрів                | Аарон Чемінінгва Кенія                                                                          | 1.45,72       | Нгено Кіпнгетіч Кенія                                                                      | 1.45,73  | Тумо Нкапе Ботсвана                                                                                          | 1.46,04  |
| 1500 метрів               | Браян Комен Кенія                                                                               | 3.39,19       | Ерміас Гірма Ефіопія                                                                       | 3.39,40  | Абель Кіпсанг Кенія                                                                                          | 3.39,45  |
| 5000 метрів               | Хагос Гебрхівет Ефіопія                                                                         | 13.38,12      | Абдуллахі Джама Мохаммед Сомалі                                                            | 13.38,64 | Корнеліус Кембої Кенія                                                                                       | 13.40,61 |
| 10000 метрів              | Нібрет Мелак Ефіопія                                                                            | 29.45,37      | Гемечу Діда Ефіопія                                                                        | 29.45,68 | Еванс Кіптум Кенія                                                                                           | 29.47,61 |
| 110 метрів з бар'єрами    | Луї-Франсуа Менді Сенегал                                                                       | 13,61         | Амін Буанані Алжир                                                                         | 13,69    | Юсуф Бадаві Саєд Єгипет                                                                                      | 13,83    |
| 400 метрів з бар'єрами    | Саад Хінті Марокко                                                                              | 48,82 NR      | Віктор Нтвенг Ботсвана                                                                     | 49,38    | Кеморена Тісанг Ботсвана                                                                                     | 50,09    |
| 3000 метрів з перешкодами | Самуель Фіреву Ефіопія                                                                          | 8.24,30       | Амос Серем Кенія                                                                           | 8.25,77  | Саймон Коеч Кенія                                                                                            | 8.26,19  |
| 4×100 метрів              | НігеріяІзраель Окон Сандей Консідер Еканем Алаба Акінтола Ушеоріце Іцекірі Едозе Ібадін (забіг) | 38,41         | ГанаЕдвін Гадаї Бенджамін Азаматі Соломон Геммонд Джозеф Амоа                              | 38,43    | ЛіберіяДжон Шерман Еммануель Матаді Джабез Рівз Джозеф Фанбуллех                                             | 38,73 NR |
| 4×400 метрів              | ЗамбіяПатрік Ньямбе Кеннеді Лучембе Девід Муленга Музала Самуконга                              | 2.59,12 GR NR | БотсванаБусанг Кебінатшипі Леунго Скотч Бойтумело Масіло Баяпо Ндорі Омфіле Серібе (забіг) | 2.59,32  | НігеріяІфеаньї Еммануель Оджелі Самсонг Огеневегба Натаніель Сікіру Адеємі Чиді Окезі Дубем Нвачукву (забіг) | 3.01,84  |
| Напівмарафон              | Самсом Амаре Еритрея                                                                            | 1:05.04       | Вільям Ампонса Гана                                                                        | 1:05.13  | Айзек Мпофу Зімбабве                                                                                         | 1:05.37  |
| Ходьба 20 кілометрів      | Місгана Вакума Ефіопія                                                                          | 1:28.05       | Самуель Гатімба Кенія                                                                      | 1:28.06  | Ісмаїл Беннамуда Алжир                                                                                       | 1:31.12  |
| Стрибки у висоту          | Еванс Ямоа Гана                                                                                 | 2,23          | Саад Аммуда Марокко                                                                        | 2,21     | Мфо Лінкс ПАР                                                                                                | 2,21     |
| Стрибки з жердиною        | Меді Амар Руана Алжир                                                                           | 5,30          | Бубакар Діалло Малі                                                                        | 5,00     | Абера Алему Ефіопія                                                                                          | 4,00     |
| Стрибки у довжину         | Асанде Мтембу ПАР                                                                               | 7,86          | Яссер Трікі Алжир                                                                          | 7,83w    | Апполінер Їнра Камерун                                                                                       | 7,71     |
| Потрійний стрибок         | Уг Фабріс Занго Буркіна-Фасо                                                                    | 16,97         | Амат Фей Сенегал                                                                           | 16,24    | Якуба Луе Буркіна-Фасо                                                                                       | 15,86    |
| Штовхання ядра            | Чуквуебука Еневечі Нігерія                                                                      | 21,06         | Мостафа Амр Гассан Єгипет                                                                  | 20,70    | Мохамед Магді Хамаза Єгипет                                                                                  | 20,29    |
| Метання диска             | Віктор Хоган ПАР                                                                                | 62,56         | Уссама Геннуссі Алжир                                                                      | 59,97    | Раян Вільямс Намібія                                                                                         | 55,42    |
| Метання молота            | Мостафа ель Гамель Єгипет                                                                       | 73,65         | Мосен Мохамед Анані Туніс                                                                  | 67,71    | Алан Каммінг ПАР                                                                                             | 67,57    |
| Метання списа             | Ннамді Чинечерем Нігерія                                                                        | 82,80 NR      | Джуліус Єго Кенія                                                                          | 81,74    | Мустафа Махмуд Абдель Халік Єгипет                                                                           | 78,10    |
| Десятиборство             | Фредрік Преторіус ПАР                                                                           | 7550          | Едвін Кімутаї Ту Кенія                                                                     | 7140 NR  | Діа Будумі Алжир                                                                                             | 6943     |

### Жінки
| Дисципліни                | Золото | Золото      | Срібло                                                               | Срібло     | Бронза                                                                          | Бронза   |
| ------------------------- | --- | ----------- | -------------------------------------------------------------------- | ---------- | ------------------------------------------------------------------------------- | -------- |
| 100 метрів                | Джина Басс Гамбія | 11,36       | Майя Маккой Ліберія                                                  | 11,49      | Олаїнка Оладжиде Нігерія                                                        | 11,55    |
| 200 метрів                | Джина Басс Гамбія | 23,13       | Олаїнка Оладжиде Нігерія                                             | 23,18      | Наташа Нгоє Акамабі Республіка Конго                                            | 23,42    |
| 400 метрів                | Мері Мораа Кенія | 50,57       | Естер Ело Джозеф Нігерія                                             | 51,61      | Сіта Сібірі Буркіна-Фасо                                                        | 51,74 NR |
| 800 метрів                | Циге Дугума Ефіопія | 1.57,73     | Галіма Накаї Уганда                                                  | 1.58,59    | Вів'єн Чебет Кіпротіч Кенія                                                     | 2.00,27  |
| 1500 метрів               | Гірут Мешеша Ефіопія | 4.05,71 GR  | Гаві Абера Ефіопія                                                   | 4.06,09    | Мері Екіру Кенія                                                                | 4.06,22  |
| 5000 метрів               | Медіна Ейса Ефіопія | 15.04,32    | Біртукан Молла Ефіопія                                               | 15.05,32   | Мелкнат Вуду Ефіопія                                                            | 15.07,04 |
| 10000 метрів              | Джанет Чепнгетіч Кенія | 33.37,00    | Веде Кефале Ефіопія                                                  | 33.38,37   | Текан Берхе Ефіопія                                                             | 33.51,50 |
| 100 метрів з бар'єрами    | Тобі Амусан Нігерія | 12,89       | Сідоні Фіаданцоа Мадагаскар                                          | 13,19      | Ешлі Камангіріра Зімбабве                                                       | 13,59    |
| 400 метрів з бар'єрами    | Рогейл Джозеф ПАР | 55,39       | Нура Еннаді Марокко                                                  | 55,85      | Лінда Ангуну Камерун                                                            | 56,41    |
| 3000 метрів з перешкодами | Беатріс Чепкоеч Кенія | 9.15,61 GR  | Перут Чемутаї Уганда                                                 | 9.16,07    | Ломі Мулета Ефіопія                                                             | 9.26,63  |
| 4×100 метрів              | НігеріяЖустіна Тіана Еякпобеян Олаїнка Оладжиде Мофорехан Абінусава Тобі Амусан Чисом Оньєбучі (забіг) Блессінг Огундіран (забіг) | 43,05       | ЛіберіяЕбоні Моррісон Дестіні Сміт-Барнетт Майя Маккой Шанія Коллінс | 44,02      | ГанаМері Боак'є Джанет Менса Доріс Менса Галуті Гор Бенедікта Квартемаа (забіг) | 44,21    |
| 4×400 метрів              | НігеріяЕстер Ело Джозеф Пейшенс Окон Джордж Бріттані Огунмокун Омолара Огунмакінджу                                               | 3.27,29     | ЗамбіяНідді Мінгіліші Квінсі Малекані Ебігел Сепісо Рода Нджобву     | 3.31,85 NR | БотсванаТломфанг Базеле Лідія Джеле Обакенг Камберука Оратіле Нове              | 3.33,44  |
| Напівмарафон              | Лоліха Аталена Південний Судан | 1:14.36     | Зевдіту Адереу Ефіопія                                               | 1:14.40    | Ненсі Чеплетінг Мелі Кенія                                                      | 1:15.07  |
| Ходьба 20 кілометрів[a]   | Емілі Вамусьї Нгії Кенія | 1:37.34     | Сінгаєху Масіре Ефіопія                                              | 1:38.07    | Суад Аззі Алжир                                                                 | 1:39.43  |
| Стрибки у висоту          | Роуз Амоанімаа Єбоа Гана | 1,90        | Фатумата Баллі Гвінея                                                | 1,81       | Даріна Хаділь Резік Алжир                                                       | 1,78     |
| Стрибки з жердиною        | Міре Райнсторф ПАР | 4,35 GR     | Дорра Мафуді Туніс                                                   | 3,70       | не вручалась                                                                    |          |
| Стрибки у довжину         | Есе Бруме Нігерія | 6,92w       | Марте Коала Буркіна-Фасо                                             | 6,81w      | Престіна Очоногор Нігерія                                                       | 6,67w    |
| Потрійний стрибок         | Рут Усоро Нігерія | 13,80       | Вінні Бії Кенія                                                      | 13,64      | Салі Сарр Сенегал                                                               | 13,60    |
| Штовхання ядра            | Ешлі Еразмус ПАР | 16,98       | Оєсаде Олатоє Нігерія                                                | 16,61      | Ішке Сенекал ПАР                                                                | 16,38    |
| Метання диска             | Обіагері Амаєчі Нігерія | 58,93       | Чіома Оньєквере Нігерія                                              | 58,03      | Нора Моні Камерун                                                               | 56,11    |
| Метання молота            | Захра Татар Алжир | 69,65 GR NR | Зуїна Бузебра Алжир                                                  | 68,97      | Оєсаде Олатоє Нігерія                                                           | 68,92    |
| Метання списа             | Джо-Ан ван Дайк ПАР | 60,80 GR    | Яна ван Шалквик ПАР                                                  | 57,64      | Джозефін Джойс Лалам Уганда                                                     | 57,01 NR |
| Семиборство               | Оділь Ауанвану Бенін | 5616        | Кемі Френсіс-Петерсен Нігерія                                        | 5268       | Адель Мафогань Камерун                                                          | 5181     |

a  По завершенні дисципліни суддівською колегією було встановлено, що п'ятеро з 10 учасниць подолали 20 км, а інші п'ятеро — 19 км. Зважаючи на те, що причиною цьому стала суддівська помилка, а не умисні дії учасниць, було ухвалено рішення розподілити місця у підсумковому протоколі за результатами, які показали всі спортсменки на позначці 19 км.

### Змішана дисципліна
| Дисципліни   | Золото | Золото     | Срібло                                                                                    | Срібло     | Бронза                                                                  | Бронза  |
| ------------ | --- | ---------- | ----------------------------------------------------------------------------------------- | ---------- | ----------------------------------------------------------------------- | ------- |
| 4×400 метрів | НігеріяІфеаньї Еммануель Оджелі Пейшенс Окон Джордж Сікуру Адеємі Омолара Огунмакінджу Самсон Огеневегба Натаніель (забіг) | 3.13,26 AR | БотсванаБусанг Кебінатшипі Лідія Джеле Баяпо Ндорі Обакенг Камберука Леунго Скотч (забіг) | 3.13,99 NR | КеніяДевід Санаєк Капіранте Морін Томас Кеннеді Кімеу Мутокі Мері Мораа | 3.18,03 |

## Медальний залік
| Місце                | Країна               | Золото | Срібло | Бронза | Загалом |
| -------------------- | -------------------- | ------ | ------ | ------ | ------- |
| 1                    | Нігерія              | 11     | 6      | 5      | 22      |
| 2                    | Ефіопія              | 7      | 7      | 4      | 18      |
| 3                    | ПАР                  | 7      | 1      | 3      | 11      |
| 4                    | Кенія                | 6      | 6      | 8      | 20      |
| 5                    | Гана                 | 3      | 2      | 1      | 6       |
| 6                    | Алжир                | 2      | 4      | 4      | 10      |
| 7                    | Гамбія               | 2      | 0      | 0      | 2       |
| 8                    | Замбія               | 1      | 2      | 0      | 3       |
| 8                    | Марокко              | 1      | 2      | 0      | 3       |
| 10                   | Камерун              | 1      | 1      | 4      | 6       |
| 11                   | Єгипет               | 1      | 1      | 3      | 5       |
| 12                   | Буркіна-Фасо         | 1      | 1      | 2      | 4       |
| 12                   | Сенегал              | 1      | 1      | 2      | 4       |
| 14                   | Бенін                | 1      | 0      | 0      | 1       |
| 14                   | Еритрея              | 1      | 0      | 0      | 1       |
| 14                   | Південний Судан      | 1      | 0      | 0      | 1       |
| 17                   | Ботсвана             | 0      | 3      | 3      | 6       |
| 18                   | Ліберія              | 0      | 2      | 1      | 3       |
| 18                   | Уганда               | 0      | 2      | 1      | 3       |
| 20                   | Туніс                | 0      | 2      | 0      | 2       |
| 21                   | Гвінея               | 0      | 1      | 0      | 1       |
| 21                   | Мадагаскар           | 0      | 1      | 0      | 1       |
| 21                   | Малі                 | 0      | 1      | 0      | 1       |
| 21                   | Сомалі               | 0      | 1      | 0      | 1       |
| 25                   | Намібія              | 0      | 0      | 2      | 2       |
| 25                   | Зімбабве             | 0      | 0      | 2      | 2       |
| 27                   | Республіка Конго     | 0      | 0      | 1      | 1       |
| Загалом (27 збірних) | Загалом (27 збірних) | 47     | 47     | 46     | 140     |